# Iraki kurd felkelés (1983–1986)

Szaddám Huszein 1970. március 11-én iraki kurd vezetőkkel, egy autonómiaszerződés aláírásakor

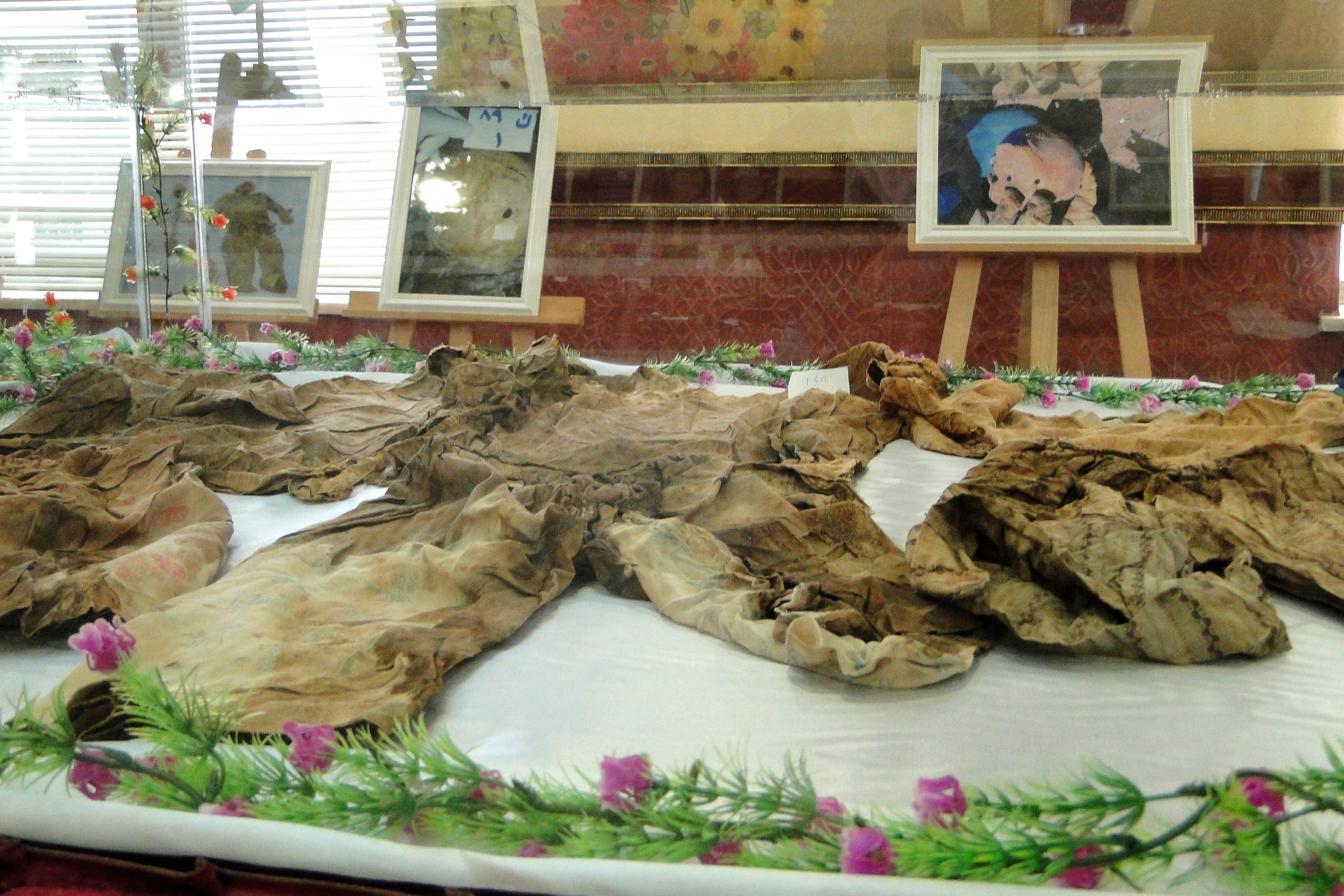
Erbíl közelében feltárt tömegsírból előkerült meggyilkolt kurdok ruhái

Az iraki kurd felkelés az iraki–háború részeként zajlott 1983 és 1986 között. Az iraki kurdok már hosszabb ideje különböző intenzitású harcokat folytattak Szaddám Huszein ellen, ám az általános felkelés az Iránnal való háború alatt robbant ki. A Kurd Demokrata Párt és a Kurdisztáni Hazafias Szövetség összefogásával megalakult pesmergáknak iráni segítséggel sikerült Észak-Irak több területe felett átvenniük az ellenőrzést, de a kezdeti sikereket követően 1985-ben patthelyzet alakult ki.
1986-ban a Baasz Párt megindította az Anfal hadműveletet a kurd nép kiírtására. Az iraki csapatok kurdok tízezreit mészárolták le, ám a népírtás leginkább elhíresült momentuma a Halabdzsánál elkövetett mészárlás volt, ahol vegyi fegyvert használtak a civilek ellen. A támadásért Ali Hasszán al-Madzsid volt a felelős, akit a bűntett után kezdtek el Vegyi Ali-nak nevezni.
A kurd felkelés végül nem ért el tartós célt. Paradox módon míg Szaddám az iraki kurdokat gyilkolta, addig az iráni kurdoknak segítséget nyújtott, hogy fellázadva megosszák az iráni erőket.

## Előzmények
Az Oszmán Birodalom felbomlásával, az első világháborút követően a kurd nép négy ország között lett felosztva (Törökország, Szíria, Irán és Irak). A kurdok nem nyertek egyik országban sem kisebbségi jogokat, ehelyett társadalmi elnyomás alá kerültek, valamint arabosítási és törökösítési politikát folytattak ellenük. Az elnyomás ellen viszont napjainkig lázadnak, s ami ellen az említett országok kemény eszközökkel lépnek fel.
Irán 1941 angol-szovjet megszállás alá került. A szovjet megszállási övezetben létrehoztak egy kommunista kurd bábállamot Mahabádi Köztársaság néven 1945 végén. A szovjet kivonulás után a köztársaságot Mohammad Reza Pahlavi sah seregei megdöntötték és visszaintegrálták Iránba.
Az iraki kurdok önállóságának kivívására 1946-ban létrejött a Kurd Demokrata Párt, amelyből politikai és nem utolsósorban társadalmi (törzsi alapú) nézeteltérések miatt kiszakadt a Kurd Hazafias Szövetség. A két frakció céljai idővel teljesen mások lettek: míg a hazafias szövetség már megelégedett volna egy széleskörű autonómiával, a demokrata párt továbbra is elszakadási törekvéseket folytatott.
A Baasz hatalomra jutását követően gyanakvó volt a kurdokkal szemben. Megosztásukra a Baasz szövetségre is lépett a baloldali hazafias szövetséggel a demokrata párt ellenében.
Az 1970-es évektől újból kiújult a konfliktus, amikor a demokrata párt vezetője Maszúd Barzani vezetésével 5000 főnyi fegyveres erőt gyűjtött össze és támogatták az iráni kurdokat az 1979-es felkelésük során.
1980-ban kitört az iraki–iráni háború, amelyben a kurdok meglátták a lehetőséget az Iraktól való elszakadásra. Irak ugyanis gyors invázióval kísérletezett szomszédja ellen, de erői hamar kimerültek és az 1982. évi iráni ellentámadás visszaszorította Szaddám erőit az országhatárra. A Demokrata Párt egyből szövetségre lépett Iránnal, míg a Hazafias Szövetség (baloldali jellege miatt) távolságtartó maradt az iszlám köztársasággal szemben, noha a felkelés alatt ők is segítették a hazafias szövetséget az iraki hadsereg elleni küzdelemben.

## A felkelés
A kurd felkelők gerilla-hadviseléssel küzdöttek az iraki csapatok ellen. Általában igen gyenge volt a felszerelésük, amely főleg az irakiaktól zsákmányolt fegyverekből és az Irántól kapott fegyverszállítmányokból állt. Irán azt is megengedte, hogy területén képezzenek ki iraki kurdokat. A segítségért cserébe a kurdok részletes információkkal látták el az irániakat az iraki csapatok helyzetét és mozgását illetően, valamint támadásaikkal blokkolták az Irán elleni iraki hadműveleteket is.
A pesmergákat a helyiek támogatták és a gerillák igyekeztek a civileket is kiképezni, hogy megvédhessék magukat az arab támadásoktól. Az elfoglalt területeken továbbá törekedtek megszervezni a maguk önálló vezetését, így önkormányzatokat létesítettek, rendfenntartó erőket szerveztek és kurd nyelvű oktatást vezettek be, sőt közegészségügyi ellátásról is gondoskodtak a tőlük telhető módon.
A kurd gerillák kihasználták a hegyi terep adta előnyöket, ahol az iraki csapatok csak igen nehézkesen tudtak mozogni. Egyedül a helikopterek használatával lehetett ezt a gondot kiküszöbölni.
A felkelők ellenben csak a hegyekben voltak sikeresek, mivel a síkvidéki kurdok ellenségesen viszonyultak a demokrata párthoz. Ugyanakkor a síkterületen már az iraki hadsereg technikai és számbeli fölénye érvényesült, mivel ott könnyebben tűz alatt tudták tartani a kurd gerillák állásait, ellentétben a hegyvidékkel.
Az iraki hadsereg erőteljes tüzérségi és légitámadásokat hajtott végre a kurd síkvidéki területek ellen, aminek rengeteg civil esett áldozatul, valamint egész városok és falvak pusztultak el.

## A kurd népirtás
Miután a kurdok 1986-ra visszaszorultak, a Baasz Párt és Szaddám eltökélték, hogy végleg kiirtják a kurd népet. A kurd népirtást Ali Hasszán al-Madzsid irányította, s a kurdok célzott megsemmisítését koncentrációs táborokkal és mérgesgázzal szándékoztak végrehajtani. Hivatalosan a koncentrációs táborokat az iraki kormány „modern, kollektivizált falvak”-nak nevezte. Madzsid és a többi érintett iraki parancsnok nem rejtették véka alá céljaikat, sőt nyíltan fenyegették a pesmergákat, ha folytatják a harcot, úgy az iraki hadsereg vegyi fegyvert fog bevetni ellenük.
Az iraki katonák a falvakból elkezdték kitelepíteni a lakosságot, majd a településeket lerombolták (mintegy 4000 falu, azaz a teljes településhálózat 90%-a semmisült így meg). Az embereket részben táborokba hurcolták. 1989-ig 300 ezer embert hurcoltak koncentrációs táborokba, amelyek Erbíl, Moszul és Szulejmánijja környékén helyezkedtek el. Másokat egyszerűen lemészároltak és holttesteiket tömegsírokba lökték. Számos ilyen sírt a 2003-as iraki háborút követően tártak csak fel. A meggyilkoltak jobbára civilek voltak, köztük igen sok nő és gyerek is akadt.
1988. március 16-án, néhány hónappal az iraki–iráni háború lezárása előtt, az iraki légierő gáztámadást hajtott végre az iráni határ mellett található Halabdzsa városa ellen. A kilőtt töltetekben mustárgáz és hidrogén-cianid (kéksav) elegye volt, amitől megközelítőleg 5-10 ezer ember vesztette életét és ezrek szenvedtek súlyos mérgezést.
A népirtásnak a legoptimálisabb becslések szerint 50-100 ezer, míg a legmagasabb szerint 182 ezer halottja volt kurd részről. Az atrocitások miatt közel 1 millió kurd (a lakosság 30%-a) menekült el Irakból, főleg Törökországba és Iránba, egyesek pedig Pakisztánba.

## A háború utáni időszak
1988. szeptember 6-án az iraki kormány általános amnesztia-rendeletet bocsátott ki minden kurd részére. Ennek ellenére sok kurdot nem engedtek visszatérni otthonaikba, mivel az iraki kormány továbbra is az általa kijelölt helyen, ellenőrzés alatt akarta őket tartani, továbbra is tartva a pesmergák újbóli feléledésétől. Azokat, akik gyaníthatóan harcoltak a pesmergáknál, az általános amnesztiát megszegve sivatagi koncentrációs táborokba hurcolták, ahol aztán megkínozták és megölték őket.
Az Iránnal való háború után mind a Hazafias Szövetség, mind a Demokrata Párt megegyezést keresett a Baasz Párttal, hogy diplomáciai úton érvényesítsék a kurdok jogait. Előrelépés nem született, amelyhez hozzájárult a két frakció közötti ellentét is.
Az öbölháborúban a kurdok ismét fellázadtak a Szaddám-rezsim ellen és sikerült az iraki Kurdisztán egy részét ellenőrzésük alá vonni. Azonban a Hazafias Szövetség és a Demokrata Párt újból összekülönbözött egymással, amely egy 1994-től 1997-ig tartó polgárháborúhoz vezetett.[forrás?]